# Kap Evans
Kap Evans ist ein felsiges Kap an der Westküste der Ross-Insel in der Antarktis. Als Ausläufer einer etwa 2,5 km langen Halbinsel markiert es die nördliche Begrenzung der Einfahrt vom McMurdo-Sund in die South Bay, eine Nebenbucht der Erebus Bay, bzw. die südliche Begrenzung der Einfahrt zur North Bay.
Teilnehmer der Discovery-Expedition (1901–1904) unter der Leitung des britischen Polarforschers Robert Falcon Scott entdeckten es. Scott benannte es damals als The Skuary. Im Januar 1911 wählte Scott im Rahmen seiner Terra-Nova-Expedition (1910–1913) das Kap als Standort für sein Basislager. Er benannte das Kap um nach Edward Evans (1880–1957), dem stellvertretenden Expeditionsleiter. Das Lager zählt heute unter der Kennung HSM-16 zu den Historischen Stätten und Denkmälern in der Antarktis.